# Halbraum
Ein Halbraum ist in der Mathematik eine durch eine Hyperebene begrenzte Teilmenge eines Raumes beliebiger Dimension. Wenn die Hyperebene selbst im Halbraum enthalten ist, heißt dieser abgeschlossen, sonst offen. Der Begriff Halbraum leitet sich daraus ab, dass die begrenzende Hyperebene den Raum in zwei Teile zerlegt. Terminologie und Vorstellung sind eine Verallgemeinerung aus dem dreidimensionalen Anschauungsraum, wo eine Ebene einen Halbraum begrenzt. 

## Formale Definition

### Spezialfall ℝn
Für {\displaystyle a\in \mathbb {R} ^{n}\setminus \{0\}}, {\displaystyle \beta \in \mathbb {R} } und dem Standardskalarprodukt {\displaystyle \langle \cdot ,\cdot \rangle } nennt man
{\displaystyle \{x\in \mathbb {R} ^{n}\mid \langle a,x\rangle =\beta \}}
eine Hyperebene,
{\displaystyle \{x\in \mathbb {R} ^{n}\mid \langle a,x\rangle \geq \beta \}}
einen abgeschlossenen Halbraum und
{\displaystyle \{x\in \mathbb {R} ^{n}\mid \langle a,x\rangle >\beta \}}
einen offenen Halbraum.

### Allgemeine Definition
Es sei {\displaystyle V} ein reeller Vektorraum. Dann heißt für jede Linearform {\displaystyle \lambda \colon V\to \mathbb {R} } mit {\displaystyle \lambda \neq 0} und jedes {\displaystyle \beta \in \mathbb {R} } die Teilmenge
{\displaystyle \{v\in V\mid \lambda (v)\geq \beta \}} bzw. {\displaystyle \{v\in V\mid \lambda (v)>\beta \}}
ein abgeschlossener bzw. offener Halbraum.

### Affine Räume
Die allgemeine Definition für reelle Vektorräume beliebiger Dimension lässt sich auf endlichdimensionale affine Räume über einem geordneten Körper übertragen. Der übertragene Begriff wird in der synthetischen Geometrie im zweidimensionalen Fall auch auf affine Inzidenzebenen verallgemeinert. → Siehe dazu Seiteneinteilung.

## Anschauliche Spezialfälle
- Auf einer Geraden {\displaystyle \mathbb {R} } sind die Hyperebenen genau die Punkte, und ein Halbraum ist somit eine durch einen Punkt abgegrenzte Teilmenge der Gerade {\displaystyle \mathbb {R} }. In diesem Spezialfall spricht man auch von einer Halbgeraden.
- In der Ebene {\displaystyle \mathbb {R} ^{2}} sind die Hyperebenen genau die Geraden, und somit ist ein Halbraum eine durch eine Gerade abgegrenzte Teilmenge des {\displaystyle \mathbb {R} ^{2}}. In diesem Spezialfall spricht man auch von einer Halbebene.
- Die Hyperebenen des Raums {\displaystyle \mathbb {R} ^{3}} sind genau die Ebenen, und ein Halbraum ist eine durch eine Ebene begrenzte dreidimensionale Teilmenge des Raumes.